# Патуљаста уљешура (врста)
Патуљаста уљешура (лат. Kogia sima) је врста кита из парвореда китова зубана (Odontoceti).

## Распрострањење
Ареал патуљасте уљешуре обухвата морско подручје већег броја држава. Распрострањена је у умереном појасу свих светских океана.
Врста је присутна у Америчкој Самои, Анголи, Антигви и Барбуди, Аргентини, Аруби, Аустралији, Бангладешу, Барбадосу, Бахамским острвима, Белизеу, Бенину, Бермудским острвима, Бразилу, Брунеју, Венецуели, Габону, Гани, Гваделупу, Гвајани, Гватемали, Гвинеји Бисао, Гибралтару, Гренади, Гваму, Девичанским острвима, Доминиканској Републици, Доминици, Екваторијалној Гвинеји, Зеленортским острвима, Индонезији, Ирану, Јамајци, Јапану, Јемену, Јужноафричкој Републици, Кајманским острвима, Камбоџи, Камеруну, Канади, Катару, Кенији, Кини, Кирибатима, Колумбији, Куби, Кувајту, Куковим острвима, Либерији, Мадагаскару, Малдивима, Малезији, Мароку, Мартинику, Маршалским острвима, Мауританији, Мексику, Намибији, Науруу, Нигерији, Нигеру, Никарагви, Новом Зеланду, Обали Слоноваче, Оману, Пакистану, Палауу, Панами, Папуи Новој Гвинеји, Перуу, Порторику, Португалу, Салвадору, Самои, Светој Луцији, Светом Винсенту и Гренадинију, Светом Китсу и Невису, Сенегалу, Сијера Леонеу, Сингапуру, Сједињеним Америчким Државама, Соломоновим острвима, Сомалији, Судану, Суринаму, Тајланду, Танзанији, Тогу, Тонги, Тринидаду и Тобагу, Уједињеним Арапским Емиратима, Филипинима, Фиџију, Француској, Француској Гвајани, Хаитију, Холандским Антилима, Хонгконгу, Хондурасу, Чилеу, Џибутију и Шри Ланци.
Врста је повремено присутна, или је миграторна врста у Италији.

## Станиште
Станиште врсте су морски екосистеми.

## Начин живота
Углавном се храни главоношцима на већим дубинама, али узима и друге врсте хране.

## Угроженост
Подаци о распрострањености ове врсте су недовољни.